# Трахтенберг, Дэн
Дэн Трахтенберг (англ. Dan Trachtenberg) — американский кинорежиссёр, сценарист и ведущий подкастов.
Родился 11 мая 1981 года в еврейской семье в Филадельфии, США. Еврейский фольклор, в частности образ Голема, а также фильм Романа Полански «Ребёнок Розмари» оказали заметное влияние на полнометражный дебют Дэна — фильм ужасов и триллер 2016 года «Кловерфилд, 10», который принёс ему номинацию на премию Гильдии режиссёров Америки. В 2016 году Дэн Трахтенберг снял эпизод «Игровой тест» для телесериала «Чёрное зеркало», а в 2019 — первый и премьерный эпизод сериала «Пацаны». Трахтенберг — режиссёр пятого фильма-приквела франшизы «Хищник» — «Добыча».
В начале своей карьеры Трахтенберг выступал как ведущий подкастов The Totally Rad Show и Geekdrome для американской компании Revision3, а также срежиссировал фанатский короткометражный фильм 2011 года «Portal: No Escape».

## Карьера
Трахтенберг начинал как автор рекламных роликов для Lexus, Nike и Coca-Cola. В 2003 году он выпустил короткометражный фильм Kickin. В апреле 2008 года присоединился к Tight Films, где сотрудничал с Мэттом Вульфом при разработке AR-игры по второй части «Хеллбоя».
Руководил интернет-шоу «Ctrl+Alt+Chicken».
В марте 2011 года выпустил короткометражный фильм для BlackBoxTV под названием «Тебе не по зубам», в главных ролях: Дж. Кристофер, Скай Маршалл и Ян Хамрик. Трахтенберг выступил для фильма также как сосценарист наряду с Марком Д. Уокером.
23 августа 2011 года снял короткометражный фильм «Portal: No Escape» на основе видеоигры Portal, который набрал более двадцати пяти миллионов просмотров.
13 октября 2011 года /Film сообщил, что Трахтенберг будет режиссировать научно-фантастический боевик для Universal Pictures, сценаристом выступит Крис Морган.
В январе 2013 года iFanboy сообщил о том, что Трахтенберг руководит экранизацией фильма «Y. Последний мужчина». Однако впоследствии фильм был отменён.
3 апреля 2014 года издание Ain’t It Cool News объявило, что Трахтенберг снимет фильм для Bad Robot Productions под названием «Валенсия», которое позже было названо кодовым именем для Кловерфилд, 10. 15 января 2016 года был выпущен трейлер фильма. Продюсер Дж. Дж. Абрамс тогда сказал:

Идея возникла давным-давно. Мы хотели сделать фильм духовным наследником «Монстро». Это прорабатывалось долгое время. И мы решили скрывать заголовок как можно дольше.
Оригинальный текст (англ.)The idea came up a long time ago during production. We wanted to make it a blood relative of "Cloverfield". The idea was developed over time. We wanted to hold back the title for as long as possible.

30 апреля 2018 года было объявлено, что Дэн Трахтенберг будет снимать первый эпизод сериала «Пацаны», основанный на серии комиксов Гарта Энниса. Тем самым он заменил Сета Рогена и Эвана Голдберга, которые покинули сериал из-за производственных конфликтов.
14 января 2019 года Трахтенберг стал режиссёром экранизации боевика по серии видеоигр «Uncharted». Однако затем он покинул производство фильма.
20 ноября 2020 года было объявлено, что 20th Century Studios наняла Трахтенберга для постановки пятой части в серии фильмов «Хищник» под названием «Добыча».
В феврале 2024 года стало известно, что Трахтенберг работает над фильмом «Планета смерти», ещё одним спин-оффом франшизы «Хищник».
Его будущие проекты — «Космическая гонка», «Тайная жизнь Гудини» и «Преступление века».

## Личная жизнь
Трахтенберг — еврей, в 13 лет и 1 день у него была бар-мицва.
Он не имеет отношения к модели и актрисе Мишель Трахтенберг. В 2011 году женился на Присцилле Эрнандес.

## Фильмография
| Год  | Название                           | Зачислен как | Зачислен как | Примечания           |
| Год  | Название                           | Режиссёр     | Сценарист    | Примечания           |
| ---- | ---------------------------------- | ------------ | ------------ | -------------------- |
| 2011 | Portal: No Escape                  | Да           | Нет          | Короткометражка      |
| 2012 | Больше, чем вы можете              | Да           | Да           | Короткометражка      |
| 2016 | Кловерфилд, 10                     | Да           | Нет          |                      |
| 2019 | Warframe — Oficial Intro Сinematic | Да           | Нет          | Трейлер              |
| 2022 | Добыча                             | Да           | Нет          |                      |
| 2025 | Хищник: Убийца убийц               | Да           | Да           | анимационный фильм   |
| 2025 | Хищник: Планета смерти             | Да           | Да           |                      |
| TBA  | Тайная жизнь Гудини                | Да           | Нет          | Художественный фильм |

### Телевидение
| Год  | Название          | Эпизод            |
| ---- | ----------------- | ----------------- |
| 2016 | Чёрное зеркало    | Игровой тест      |
| 2019 | Пацаны            | Премьерный Эпизод |
| 2021 | Утраченный символ | Премьерный Эпизод |